# Caorle
Caorle är en stad och kommun i storstadsregionen Venedig, fram till 2015 provinsen Venedig,
som är en del av regionen Veneto i Italien. Staden är belägen vid Adriatiska havet, mellan två andra turiststäder, Eraclea och Bibione. Kommunen hade 11 523 invånare (2018).
.